# Gerhard Pfaffenbichler
Gerhard Pfaffenbichler (* 26. März 1961 in Salzburg) ist ein ehemaliger österreichischer Skirennläufer. Der Abfahrtsspezialist, der auch im Super-G erfolgreich war, fuhr im Weltcup neunmal unter die besten fünf und feierte einen Sieg in der Abfahrt von Sarajevo am 29. Jänner 1983. Für Großereignisse konnte sich der in Unken aufgewachsene Pfaffenbichler nur einmal qualifizieren, bei den Olympischen Winterspielen 1988 in Calgary belegte er den fünften Platz in der Abfahrt. 1981 wurde er österreichischer Meister in der Abfahrt. Im Dezember 1989 beendete er nach seinem zweiten Kreuzbandriss seine Karriere.

## Biografie
Ende der 1970er-Jahre wurde Gerhard Pfaffenbichler in den Kader des Österreichischen Skiverbandes (ÖSV) aufgenommen. Seinen ersten internationalen Erfolg erzielte er bei den Junioreneuropameisterschaften 1979 in Achenkirch, als er hinter seinem Landsmann Erwin Resch die Silbermedaille in der Abfahrt gewann. Im Winter 1979/80 folgte mit Rang drei in der Abfahrt von Laax der erste Podestplatz im Europacup.
Ab dem nächsten Winter kam Pfaffenbichler auch im Weltcup zum Einsatz. Gleich in seinem ersten Weltcuprennen, der Abfahrt in Val-d’Isère am 7. Dezember 1980, fuhr er als Achter in die Top 10. Ende Jänner verpasste er in St. Anton seinen ersten Podestplatz nur um drei Hundertstelsekunden, doch bereits in der nächsten Weltcupabfahrt am 5. März 1981 in Aspen stand er als Dritter erstmals auf dem Podium. Tags darauf beendete er die letzte Saisonabfahrt auf Rang sechs, womit er den achten Platz im Abfahrtsweltcup sowie den 28. Platz im Gesamtweltcup erzielte und damit gleich in seiner ersten Weltcupsaison seine besten Gesamtresultate erreichte. Auf nationaler Ebene feierte er am 18. Februar 1981 seinen größten Erfolg, als er in Radstadt vor Erwin Resch und Franz Klammer die Abfahrt der österreichischen Meisterschaften gewann.
Die Ergebnisse des Vorjahres konnte Pfaffenbichler im Winter 1981/82 nicht bestätigen. Ein neunter Platz zum Auftakt in Val-d’Isère blieb sein bestes Resultat. Zwar fuhr er weitere fünfmal unter die besten 15, doch Pfaffenbichler musste vor Weltcuprennen immer öfter in die ÖSV-interne Ausscheidung, um sich innerhalb der starken Abfahrtsmannschaft für weitere Weltcupstarts zu qualifizieren. Ein Ticket für die Weltmeisterschaften 1982 in Schladming konnte er mit seinen Ergebnissen nicht lösen. Die Saison 1982/83 begann noch schlechter als die Vorherige. Bei drei Starts in den ersten sieben Saisonabfahrten belegte er die Plätze 16, 17 und 19 und kam damit nie in die Punkteränge. Durch zwei verletzungsbedingte Ausfälle im österreichischen Team erhielt er aber auch für die Abfahrt in Sarajevo am 28. Jänner 1983 einen Startplatz. Dort feierte er gänzlich unerwartet den größten Erfolg seiner Karriere, als er vor dem Kanadier Steve Podborski und Franz Klammer die Generalprobe für die Olympischen Winterspiele im nächsten Jahr gewann. Im März folgten noch zwei Top-10-Plätze in Aspen und Lake Louise, womit er wie im Vorjahr 16. des Abfahrtsweltcups wurde. Bei den Olympischen Spielen 1984 fehlte Pfaffenbichler jedoch. Ein fünfter Platz in Val-d’Isère als bestes Weltcupergebnis der Saison 1983/84 sowie ein elfter Platz in Laax und ein zehnter Rang in Kitzbühel reichten nicht für die Qualifikation.
Den überraschenden Sieg von Sarajevo konnte Pfaffenbichler nie mehr wiederholen, auch weitere Podestplätze im Weltcup blieben aus. In der Saison 1984/85 erreichte er in keinem einzigen Weltcuprennen die Punkteränge, allerdings musste er wegen einer Verletzung mehrere Rennen pausieren. Im Winter 1985/86 meldete er sich wieder zurück und erreichte im Februar in den beiden Abfahrten von Morzine jeweils den vierten Platz. Bereits beim Saisonauftakt im August im argentinischen Las Leñas hatte er den achten Platz erzielt. An den letzten Saisonrennen konnte er nicht mehr teilnehmen, denn in Åre erlitt er einen Kreuzbandriss, der das vorzeitige Saisonende bedeutete. Im Abfahrtsweltcup konnte er sich daher nicht verbessern – wie vor zwei Jahren belegte er den 19. Platz – doch im Gesamtweltcup erreichte er als 34. sein zweitbestes Ergebnis. Der Grund dafür war, das Pfaffenbichler erstmals auch im Super-G punkten konnte und zum einzigen Mal in seiner Karriere auch in zwei Kombinationen (siebenter Platz in St. Anton und elfter Platz in Crans-Montana).
In seiner Comebacksaison 1986/87 waren Pfaffenbichlers beste Resultate ein fünfter Platz im Super-G von Furano und ein achter Platz in der Abfahrt von Wengen. Nachdem er im Jänner 1988 drei Top-10-Plätze erreicht hatte (fünfter Rang im Super-G von Leukerbad und jeweils Rang acht in den Abfahrten von Bad Kleinkirchheim und Schladming), gelang Pfaffenbichler endlich das, was ihm bisher verwehrt geblieben war: die Teilnahme an einem Großereignis. Bei den Olympischen Winterspielen 1988 in Calgary kam er zwar im erstmals olympischen Super-G nicht zum Einsatz, doch in der Abfahrt erreichte er als zweitbester Österreicher den guten fünften Platz. Ein fünfter Platz war auch das beste Weltcupergebnis des Salzburgers in der Saison 1988/89, sonst fuhr er in diesem Winter aber nur zwei weitere Male unter die schnellsten 15. Bei den Weltmeisterschaften in Vail fehlte er daher wieder. Im Dezember 1989 erlitt Pfaffenbichler bei einem Sturz auf der Saslong in Gröden erneut einen Kreuzbandriss, worauf der 28-Jährige nach neun Jahren im Weltcup und insgesamt 22 Top-10-Platzierungen seine Karriere beendete.
Nachdem Pfaffenbichler bereits während seiner aktiven Karriere als Skifahrer nebenbei bei seinem Heimatverein, dem TSV Unken Fußball gespielt und es mit der Mannschaft bis in die vierthöchste Spielklasse des Landes gebracht hatte, begann er nach seinem Karriere als Skifahrer beim Verein als Fußballtrainer tätig zu werden. Anfangs vorrangig in der vereinseigenen Jugend tätig, arbeitete er in späteren Jahren auch als Co-Trainer der Herrenmannschaft und trainierte in dieser unter anderem auch seinen Sohn Hannes (* 1988). Hauptberuflich arbeitet Pfaffenbichler heute in Zell am See für Uniqa Österreich innerhalb der Uniqa Insurance Group.

## Erfolge

### Olympische Winterspiele
- Calgary 1988: 5. Abfahrt

### Junioreneuropameisterschaften
- Achenkirch 1979: 2. Abfahrt

### Weltcup
- Saison 1980/81: 8. Abfahrtsweltcup
- 9 Platzierungen unter den besten fünf, davon 1 Sieg:

| Datum           | Ort      | Land        | Disziplin |
| --------------- | -------- | ----------- | --------- |
| 28. Jänner 1983 | Sarajevo | Jugoslawien | Abfahrt   |

### Weitere Erfolge
- Österreichischer Meister in der Abfahrt 1981
- Gewinn der Super-G-Disziplinenwertung des Nor-Am Cup 1987/88
- 1 Podestplatz im Europacup